# Chuck (Chuck Berry)
Chuck è un album in studio, il primo postumo, del cantante e chitarrista statunitense Chuck Berry, pubblicato nel 2017.

## Il disco
Primo album in studio di Berry a contenere nuovo materiale originale dopo 38 anni, fu ricevuto positivamente dalla critica che lo considerò un ritorno alla forma migliore ed un ultimo degno epitaffio. Berry morì nel lasso di tempo tra l'annuncio  dell'uscita del disco in occasione del suo novantesimo compleanno, e la pubblicazione dello stesso nel 2017. In maniera postuma, divenne il primo piazzamento di Berry nella UK Top 10 fin dal 1977, debuttando al numero 9 in classifica. L'album è dedicato alla moglie Thelmetta "Toddy" Berry. Nel disco, oltre alla backing band di Berry, suonano anche i suoi figli.

### Registrazione
Le sessioni di registrazione dell'album, protrattesi sporadicamente fin dal 1991, terminarono poco tempo prima del decesso di Berry. Il 21 marzo 2017, tre giorni dopo la morte dell'anziano musicista, venne annunciata l'uscita del disco programmata per il giugno 2017; e fu pubblicata come singolo (il primo di Berry in 40 anni) la canzone Big Boys estratta dall'album. Il brano, un rock and roll, narra le gesta di un teenager che vuole fare tutte le cose che fanno gli adulti. L'album contiene otto nuove canzoni composte da Berry, incluso il sequel della sua famosa canzone Johnny B. Goode del 1958, intitolata Lady B. Goode, più altri due brani.

## Tracce
Tutti i brani sono opera di Chuck Berry, eccetto dove indicato.
1. Wonderful Woman – 5:19
2. Big Boys – 3:05
3. You Go to My Head – 3:21 (Haven Gillespie, J. Fred Coots)
4. 3/4 Time (Enchiladas) – 3:47 (Tony Joe White)
5. Darlin' – 3:20
6. Lady B. Goode – 3:00
7. She Still Loves You – 2:55
8. Jamaica Moon – 3:50
9. Dutchman – 3:47
10. Eyes of Man – 2:27

## Formazione
- Chuck Berry – chitarra elettrica, voce solista, produzione

The Blueberry Hill Band
- Robert Lohr – pianoforte
- Jimmy Marsala – basso
- Keith Robinson – batteria

Musicisti aggiuntivi
- Charles Berry Jr. – chitarra
- Charles Berry III – chitarra in Wonderful Woman e Lady B. Goode
- Ingrid Berry – voce, armonica a bocca
- Tom Morello – chitarra in Big Boys
- Nathaniel Rateliff – cori di sottofondo in Big Boys
- Gary Clark Jr. – chitarra in Wonderful Woman
- Debra Dobkin – batteria e percussioni in Jamaica Moon
- The New Respects – cori di sottofondo in Darlin'
- Jeremy Lulito – percussioni aggiuntive